# Zagrebačka provincija Presvetog Srca Isusova i Marijina Sestara Služavki Maloga Isusa
Zagrebačka provincija Presvetog Srca Isusova i Marijina Sestara Služavki Maloga Isusa je upravna jedinica Družbe sestara Služavki Maloga Isusa, jedna od triju provincija.

## Povijest
Podjela na provincije bila je temeljem odluke Specijalnog Generalnog kapitula Družbe, održanog od 16. do 20. lipnja 1969. u Zagrebu i dozvole Svete Kongregacije za redovnike i svjetovne ustanove od 2. kolovoza 1969. godine. Zagrebačka provincija djeluje pod imenom zaštitnika Presvetog Srca Isusova i Marijina.
Provincijalna kuća je u Zagrebu, Nova ves 55.

## Vanjske poveznice
- Sestre služavke Maloga Isusa Zagrebačka provincija Presvetog Srca Isusova i Marijina